# 斋藤恭央
斋藤恭央（日语：斎藤 恭央；1976年9月24日—2013年10月5日），男，日本艺人、音乐人、声优。艺名樱塚Yakkun。變裝樂團美女♂menＺ成員。

## 生平
生于神奈川县。2013年10月5日，因车祸身亡，終年37歲。

## 声优代表作
- 寻找满月（吉良拓人）
- 名侦探柯南（撒旦鬼冢）
- 绝对少年（阪仓亮介）